# لجنة البرلمان الأوروبي للحريات المدنية والعدل والشؤون الداخلية
لجنة الحريات المدنية والعدل والشؤون الداخلية (بالإنجليزية: Committee on Civil Liberties, Justice and Home Affairs)‏ المعروفة اختصاراً بـ LIBE هي لجنة تابعة للبرلمان الأوروبي مسؤولة عن حماية الحريات المدنية وحقوق الإنسان، على النحو الوارد في ميثاق الحقوق الأساسية للاتحاد الأوروبي.

## أنظر أيضا
- المفوض الأوروبي للعدالة والحقوق الأساسية والمواطنة
- مجلس العدل والشؤون الداخلية